# Некрасово (Полесский район)
Некрасово — посёлок в Полесском районе Калининградской области. Входит в состав Тургеневского сельского поселения.

## Население
| 2002 | 2010 |
| ---- | ---- |
| 113  | ↗133 |

## История
Населенный пункт Гросс Шарлак в 1946 году был переименован в поселок Некрасово.